# الكرة الذهبية السوبر
الكرة الذهبية السوبر ( الفرنسية: Super Ballon d'Or) هو اسم جائزة تم منحها مرة واحدة فقط في 24 ديسمبر 1989، من قبل مجلة فرانس فوتبول الفرنسية لأفضل لاعب كرة قدم في العقود الثلاثة السابقة.   إنها أكثر حصرية حتى من جائزة الكرة الذهبية المرموقة.
اعتبارًا من نوفمبر 1989، تم منح هذه الجائزة مرة واحدة فقط، للمهاجم الإسباني الأرجنتيني ألفريدو دي ستيفانو.  تم التصويت على الجائزة بين الفائزين بجائزة الكرة الذهبية عدة مرات.   تم التصويت على الفائز بالجائزة من قبل المشاهدين والقراء ولجنة تحكيم مجلة فرانس فوتبول والفائزين السابقين بجائزة الكرة الذهبية.  صوت المشاهدون والقراء لميشيل بلاتيني باعتباره الأفضل، لكن لجنة تحكيم مجلة فرانس فوتبول والفائزين السابقين بجائزة الكرة الذهبية اختاروا ألفريدو دي ستيفانو.  
لمدة سنوات عديدة، كانت جائزة الكرة الذهبية السوبر الخاصة به معروضة في متحف ريال مدريد في ملعب سانتياغو برنابيو ،  ولكن في عام 2021، قام أطفال دي ستيفانو ببيع تذكاراته بالمزاد العلني.  كانت الكأس من بين العناصر التي بيعت لمشترٍ مجهول مقابل 187.500 جنيه إسترليني،  وموقعها الحالي غير معروف. 

## التصنيفات

### الفائزون
| السنة | المركز | اللاعب             |
| ----- | ------ | ------------------ |
| 1989  | 1st    | Alfredo Di Stéfano |
| 1989  | 2nd    | Johan Cruyff       |
| 1989  | 3rd    | Michel Platini     |

### الأصوات
| Rank | Player                | Points |
| ---- | --------------------- | ------ |
| 1st  | Alfredo Di Stéfano    | 11     |
| 2nd  | Johan Cruyff          | 9      |
| 3rd  | Michel Platini        | 5      |
| 4th  | Franz Beckenbauer     | 2      |
| 5th  | Karl-Heinz Rummenigge | 0      |
| 5th  | Kevin Keegan          | 0      |

| Rank | Player                | Points |
| ---- | --------------------- | ------ |
| 1st  | Alfredo Di Stéfano    | 8      |
| 2nd  | Johan Cruyff          | 6      |
| 3rd  | Michel Platini        | 3      |
| 4th  | Franz Beckenbauer     | 2      |
| 5th  | Karl-Heinz Rummenigge | 0      |
| 5th  | Kevin Keegan          | 0      |

| Rank | Player                | Points |
| ---- | --------------------- | ------ |
| 1st  | Michel Platini        | 54,12% |
| 2nd  | Johan Cruyff          | 25,31% |
| 3rd  | Franz Beckenbauer     | 10,60% |
| 4th  | Alfredo Di Stéfano    | 6,40%  |
| 5th  | Karl-Heinz Rummenigge | 1,42%  |
| 6th  | Kevin Keegan          | 0,96%  |